# José Luis Loreto
José Luis Rodríguez Loreto (Siviglia, 10 febbraio 1971) è un allenatore di calcio ed ex calciatore spagnolo, di ruolo attaccante, tecnico del Cuarte.